# Paul Schirrmeister
Paul Schirrmeister (* 9. Januar 1869 in Leipzig; † 3. August 1945 in Glasow, Land Brandenburg) war ein deutscher Naturheilkundler und eine führende Persönlichkeit der Lebensreform-Bewegung und insbesondere der Bodenreform-Bewegung und der Naturheilkunde.
Schirrmeister war seit 1897 Vorstandsmitglied der Eden Gemeinnützige Obstbau-Siedlung 1898 Mitbegründer des Bundes deutscher Impfgegner, Vorsitzender des Deutschen Bundes der Vereine für naturgemäße Lebens- und Heilweise (Prießnitz-Bund) und während Jahren Redakteur des Verbandsorgans Der Naturarzt, Vorsitzender der Deutschen Gartenstadtgesellschaft und des 1909 gegründeten Zentralverbandes deutscher Arbeiter- und Schrebergärten. Später war Schirrmeister, der Mitglied der NSDAP war, stellvertretender Leiter des Deutschen Volksgesundheitsbundes (siehe Medizin im Nationalsozialismus und Neue Deutsche Heilkunde). Er war außerdem am Siedlungsprojekt Grappenhof in Amden beteiligt.